# Guy Lejeune
Guy Lejeune (* vermutlich 3. Januar 1881 in Les Trois-Moutiers; † 23. Juli 1914 in Bailleul) war ein französischer Tennisspieler.

## Biografie
Baron Lejeune, dessen Lebensdaten nicht zweifelsfrei belegt sind, nahm an den Olympischen Sommerspielen 1900 in Paris am Tenniswettbewerb teil. Im Einzel trat er nicht an. Im Doppel ging er neben Élie de Lastours an den Start. Die Paarung unterlag in der ersten Runde der französischen Paarung aus Georges de la Chapelle und André Prévost.
Neben den Olympischen Spielen sind nur zwei weitere Turnierergebnisse von Lejeune überliefert. 1901 verlor er in der ersten Runde bei den French Covered Court Championships, ein Jahr später in der zweiten Runde der Paris International.